# Minettia philippinensis
Minettia philippinensis är en tvåvingeart som beskrevs av Malloch 1929. Minettia philippinensis ingår i släktet Minettia och familjen lövflugor. Inga underarter finns listade i Catalogue of Life.